# ウルフソン・カレッジ
ウルフソン・カレッジ（英語: Wolfson College）はケンブリッジ大学を構成するカレッジの1つである。このカレッジは1965年に「ユニバーシティ・カレッジ(University College)」として設立されたが、 ウルフソン財団の寄付により1973年にウルフソン・カレッジとして再設立された。ウルフソンは、ケンブリッジ市内中心部の南西、 大学図書館の近くにある。学生の大半は大学院生が占める。 
ケンブリッジの中でも近代的なカレッジの1つであり、その他の古いカレッジが持っている伝統的な慣習がない。 たとえば、カレッジの設立以来、 フォーマルホールのディナーでフェローのために確保されている「ハイテーブル」席はない。学生とフェローは一緒に食事をする。通常では、そのような場合にアカデミックガウンを着用する慣習があるが、ウルフソンでは必須ではない。 フェローもカレッジの学生も、すべての施設を利用できる。70か国以上の学生を擁するウルフソンは、ケンブリッジで最も国際的な大学の1つであると主張している。 男女の区別なく学生とフェローを受け入れた大学初のカレッジである 。

## 歴史
第二次世界大戦後、他大学を卒業してケンブリッジ大学で研究をはじめる学生が大幅に増加した。そこで大学は、これら学生を受け入れるために、1965年にユニバーシティ・カレッジを設立することにした。カレッジは、1909年から1937年まで大学で動物学の教授を務めたジョン・スタンレー・ガーディナーによって、20世紀初頭に建てられたブレドン・ハウスを土台としていた。彼が1946年になくなった後、バートン・ロードからセルウィン・ガーデンズまでの細長い庭のあるブレンドン・ハウスは大学に寄贈された。その後、ケンブリッジ大学がその東側の敷地をさらに購入した。
ユニバーシティ・カレッジは、古典主義者であるジョン・シンクレア・モリソンを初代学長に迎え、1965年6月30日に大学院生のためのカレッジとして開校した。当時、ケンブリッジ大学にあった学部生向けのカレッジはすべて男女別に運営されており、このユニバーシティ・カレッジはケンブリッジ大学で初めて学生とフェローのどちらも男女の区別なく所属できるカレッジとして認められた。ユニバーシティ・カレッジは、創立当初から国際色豊かで平等主義的な教育機関を目指しており、伝統的なケンブリッジのその他カレッジとは一線を画していた。
カレッジの創立証書には、10年以内に基金を設立するか、解散するかのどちらかを選択することが定められていた。1972年、ウルフソン財団は寄付金を提供し、ブレドンハウスとカレッジの東コートと西コートを中心とした建物の建設に資金提供すると同意した。これを受けて、1973年1月1日、ユニバーシティ・カレッジという名称はウルフソン・カレッジに改称された。
建築家マイケル・メニムが設計した新しい建物は、1977年にエリザベス女王2世とエディンバラ公爵によって開校された。カレッジの建物のほとんどは近代的なものだが、キャンパスのデザインは、2つのメインコートを囲むよう建物が配置されており、ケンブリッジ大学におけるその他の古いカレッジのデザインに似ている。本館のエントランスホールの床には、古いロンドン橋（その主要部分は1960年代後半にアリゾナに運ばれて再建）から採取した花崗岩の薄切りが使用されている。
その後、さらに建物を建てられたり、近隣の不動産が購入されることとなった。1980年代には、カレッジの西側にあるビビアン・フックス卿が所有していた家と庭を購入した。カレッジの北側にあるプランマーハウスも、カレッジの創設者であるヒュー・プランマー博士の遺言により、カレッジに残された。敷地所有の許可を受けたことで、ウルフソン・カレッジは多くの新しい施設を建設することができるようになった。その他にも、フェアリー・ディッキンソン財団や戸田財団からの寄付も受けている。1990年代には、ギャツビー財団の支援を受けて、カレッジは西側のエリアを購入し、そこに理事長センターに加えて更なる居住区を建設した。

## 建物と敷地

### リー・ライブラリー
1994年にオープンしたリー・セン・ティー図書館（リー・ライブラリー）は、シンガポールの実業家で慈善家でもあるリー・セン・ティー博士（博士の娘がウルフソン・カレッジで学んでいた）から寄贈された。リー・セン・ティー博士は、リー・セン・ティー・ホールの建設資金も寄付した。図書館は建築家のBrewer, Smith and Brewerによって設計された。1階のエントランスには、北京天文台の屋根の上にある球体の模型が展示されている。2階には、リー博士の父であるタン・スリ・リー・コン・チャン氏の胸像がある。図書館は60以上の静かな作業空間で構成されており、12月25～26日と1月1日を除き、24時間無休で営業している。 カレッジは大学図書館から歩いてすぐの場所にある。
2018年2月、学長庭園で第二次世界大戦の不発弾である手榴弾が発見されたことから、カレッジの学生がリー図書館といくつかの宿泊棟から避難した。負傷者は出ておらず、その装置は実弾がない練習用の手榴弾であることがすぐに判明した。

## カレッジ・ガーデン
20世紀前半には、現在のカレッジがある土地の多くは、セルウィン・ガーデンズの家々が所有していた庭園で構成されていた。カレッジの発展に伴い、ポーターズロッジの外にある桑の木などの自然のランドマークが特徴として残された。庭園には、様々な種類の樹木、香りのする灌木、針葉樹、さらには色とりどりの茎を持つ個性的な灌木などが植えられている。
カレッジの庭師長は、時折、地域の関係者団体に庭園のガイドツアーを提供している。夏の間、ウルフソンはNGSオープンガーデンネットワークの一環として庭園を一般公開している。

## 学生生活
ウルフソン・カレッジは、ケンブリッジ大学内の他のカレッジからの訪問者を魅了するエンターテイメント・イベントやパフォーマンスで知られている。これらの活動には、フォーマルディナー、コンサート、ダンスナイト、音楽ディスプレイなどがある。
カレッジの中心にあるクラブルームは、カレッジバーとダンスフロアのスペースを含み、日中はカフェとして利用されている。学生のための主要な共同スペースであり、多くのエンターテイメントイベントの会場となっている。
ウルフソン・カレッジ・ボート・クラブは人気のある団体で、ウルフソンはケンブリッジでも漕艇が最も強い大学院カレッジの一つである。